# Laura Lamiel
Laura Lamiel (Morlaix, França, 1943) és una artista francesa que viu i treballa a Le Pré-Saint-Gervais. Va iniciar la seva activitat artística als anys vuitanta del segle xx, i des de llavors no ha parat d'ampliar-la i fer-la més complexa. La seva obra està dominada pel color blanc i els elements angulars, als quals posteriorment hi ha anat afegint objectes trobats, que aporten una dimensió precària, farcida de pensaments, al nucli del seu treball creatiu.
El 1981 l'artista francesa va atreure l'atenció dels crítics Francisco Calvo Serraller i Juan Manuel Bonet. Tot i que a partir del 1984 començaria a establir a la seva obra una relació amb l'espai derivada de les estratègies minimalistes a través de mòduls rectangulars d'acer cromat, a mig camí entre l'objecte, el disseny i l'escultura, als seus inicis investigava
les possibilitats escripturals de la pintura. Els grans formats exposats a la Fundació Joan Miró el 1982 li van proporcionar una continuïtat local que es va traduir en una exposició celebrada al cap d'un any a la Galeria Ciento de Barcelona.
El seu treball ha estat present en nombroses exposicions a França, però també a l'estranger, sobretot al museu d'art contemporani de São Paulo (2006), al Museu d'Art Modern de Rio de Janeiro (2009) i al Centre Pompidou quan participà en l'exposició elles@centrepompidou (2009-2010).
Es troben obres seves en diverses col·leccions públiques, com el Museu d'Art Modern de Rio de Janeiro, el Museu d'Art Modern de París, el Museu de Grenoble, el Fons Municipal d'Art Contemporani de la Ciutat de París, el Fons Nacional d'Art Contemporani o el Fons Regional d'Art Contemporani d'Alsàcia. La seva obra de gran format es va poder contemplar a Barcelona l'any 1982, a l'Espai 10 de la Fundació Joan Miró.

## Obres en col·leccions públiques
Museu d'Art Modern, Rio de Janeiro
- Opposer les contraires en toute clarté, 2006
Fons Nacional d'Art Contemporani, França
- Sans titre, 2005
Museu d'Art Modern de Paris, Centre Pompidou
- Figure III, 2001
- Sans titre, 1990
Museu de Grenoble
- Ring III, 2000
- Sans titre, 1999
- Sans titre, 1996
Fons Municipal d'Art Contemporani de la Ville de Paris
- Sans titre, 1996 
- Vue d'atelier, avec une chaise, 1996
Fons Régional d'Art Contemporani, Alsàcia
- Sans titre, 1996
- Acier émaillé en blanc, ligne d'émail noir sérigraphiée, 1990-1991
Bibliothèque Kandinsky, Paris
- 2 llibres de l'artista

## Exposicions
Selecció d'exposicions:
Exposicions individuals
- Opposer les contraires en toute clarté, Museu d'Art Modern, Rio de Janeiro, abril-juliol 2006.
- Augusta per Angusta, Galerie Aële, Madrid, 2004.
- Galeria Diana Löwenstein Fine Arts, Miami, 2001.
- Le Crestet Centre d'Art, Vaison-la-Romaine, 2001. (amb la presentació del treball "La pensée du chat" de Anne Tronche)
- Museu de Grenoble, Grenoble, 2000.
- Le Crestet, Centre d'Art, Vaison la Romaine, 1999.
- Le Quartier, Centre d'Art Contemporani, Quimper, 1998.
- Laura Lamiel au 111 rue Saint Antoine, Chez l'un l'autre, Galerie Anton Weller, París, 1997.
- Mostra del Bianco, Centre cultural francès de Sicília, Palerm, 1993.
- Les chiffres du blanc, Studio Bocchi, Roma, 1992.
- Projecte pel Convent San Giovanni, Orvieto, 1992.
- Galeria Aele, Madrid, 1989.
- Galeria John Hall, La Haia, 1988.
- Galeria Regards, París, 1988.
- Galeria Regards, París, 1985.
- Villa Arson, Centre de recherche et de création, Niça, 1984.
- Galeria Aele, Madrid, 1984.
- Galeria Aele, Madrid, 1982.
- Fundació Joan Miró, Espai 10, Barcelona, 1982

Exposicions col·lectives
- Un Plan Simple 3/3 (écran), Maison Populaire de Montreuil, 30 set-12 desembre 2009.
- Arte Frágil, Resistência, Museu d'Art Contemporani, São Paulo, juny 2009.
- elles@centrepompidou, Museu d'Art Modern, maig 2009-maig 2010.
- 5-11 janvier 2009, Escola des Belles Arts de Cherbourg-Octeville, 2009.
- + de réalité, pratique contemporaine de l'abstraction, La Cale, Hangar à bananes, Nantes, 2008.
- La Force de l'art, Grand Palais, Paris, mai-juin 2006. (treball presentat per Anne Tronche)
- 16 ans ! 200 œuvres produites de retour au Quartier, Le Quartier, Quimper, 2006.
- Art 45, Galeria Georges Verney-Carron, Les Docks, Lió, setembre- desembre 2005.
- A l'école d'une maison, Claude Rutault, Laura Lamiel, Atelier Cantoisel, Joigny, maig-octubre 2005.
- Collections IV., FRAC-Alsàcia, Sélestat, 2001.
- Collections II. Curiosités contemporaines, FRAC-Alsàcia, Sélestat, 2000.
- Ont-ils du métier ? Proposition pour l'art vivant, Galeria Denise René, París, 1997.

Fires
- The International Art Show, Chicago, 2001/2003.
- Art Basel, Basilea, 2001/2002.
- FIAC 2000, One-man show, Galerie Anton Weller, París, 2001.
- Art Basel - Miami Beach, Miami, 2001.
- ARCO, Madrid, 2001.